# ゲノム (漫画)
『ゲノム』は、古賀亮一による日本の漫画作品。当初、ビブロスの成人漫画雑誌『カラフルBee』と『カラフルコミックPUREGIRL』に掲載、雑誌の廃刊後、コアマガジンの成人漫画雑誌『コミックメガストア』に移籍したもののこれも休刊し、新装刊となった『コミックメガストアα』で再開した後、同社の『コミックホットミルク』へと移籍。キャッチフレーズは「ワルイコの○○学習マンガ」（丸内にはコミックメガストア掲載時は扱う生物名が、単行本では書き下ろしのカラーのみ入る）。
なお、掲載誌はいずれも成人漫画誌であるが、物語自体は性的要素の少ないギャグ漫画作品である。

## 概要
生物研究所の助手をつとめるエルフのエルエルが、毎回昆虫（ないし単に虫）にちなんだスーツを着ながら、昆虫の生態を説明するという物だが、助手仲間のパクマンにセクハラまがいのことをされたり、同性愛者に迫られたりするといった災難に見舞われるギャグ漫画。登場するスーツは、単に昆虫とは限らず、イカやウミウシといった昆虫以外のスーツから、疳の虫など架空の虫、「飛んで火に入る夏の虫」などジョーク・ダジャレめいた物も多い。
一見普通の現代日本の様な世界観ではあるが、虫の性質を持つ虫人間が日常的に存在したり、動物が普通に言葉を話していたり、エルフの国が日本に通じているなど、ギャグ漫画である事を考えても幻想的な架空の世界が舞台になっている。
登場する虫人間は一部の例外を除いて、基本的に女性は一部虫の特徴がある美少女擬人化で、男性は虫の頭をそのまま人間の体につけた様な外見が多い。
『カラフルBee』1997年1月号から2002年5月号、『カラフルコミックPUREGIRL』2002年6月号から2002年10月号、『コミックメガストア』に2003年4月号から2013年6月号で連載されていたが、コミックメガストアが警察当局の指導により予告無しの休刊となったため、3ヶ月の休止の後、同じコアマガジン社より刊行されていた『コミックメガストアH』よりリニューアルした『コミックメガストアα』2013年9月号で連載再開となった。2016年7月号より『コミックホットミルク』に移籍。
先述のように掲載誌こそ成人漫画誌であるが、巻末に掲載されている1話数ページ程度のギャグ漫画（お色気等はあるものの、あくまで少年・青年誌に準ずるレベルで、いわゆる「箸休め」に当たる作品）である（関連して、『コミックメガストアH』などメガストアの姉妹紙の巻末にもまた、同様に数ページ程度の性的要素のないギャグ漫画が掲載されている）。連載当初は6ページ構成だったが、途中（『ゲノム』1巻「チョウ」以降）からは8ページ構成となり、一部の例外（『ゲノム』2巻「ハエ」の16ページなど）を除いて、現在まで8ページという形で連載が続いている。
単行本は、『カラフルBee』と『カラフルコミックPUREGIRL』連載版がビブロスより発売された全4巻と、『新ゲノム』というタイトルでコミックメガストア連載分の既刊4巻（2013年2月現在）の2種類がある。ビブロス版は、出版社が倒産したことにより絶版となっていたが、2012年5月25日に旧版を再編集した『ゲノム金』『ゲノム銀』が発売された。
また、ドラマCDがチェンバースレコーズより発売されている。『ゲノム銀』描き下ろし収録の回想漫画によると、かつて企画物アダルトビデオとして実写化の話が来たが、断ったという。

## 登場人物
声の出演は明記しない限りドラマCDのものによる。また、特にギャグ系のキャラクターについては厳密な設定は意味が無いことを断っておく。
主要レギュラー以外は初登場の巻数と作品も付記する。

### 主要レギュラー
エルエル
声:シノブ・石毛佐和　ゲノム・福圓美里
エルフの女子大生。この作品のヒロインである。卒業研究で人間世界の生物の生態について研究するため、生物研究所で助手として働く。しかし、研究所ではろくな研究が行われていないため、実態は体の良い家政婦扱いである。1月1日生まれ。尻尾があるが、同じエルフのダクエルやマリエルにはない。
おっとりした性格で、幼い頃からいじめられっ子だったらしい。基本的に本作における数少ない常識人で、パクマンに限らずたまにボケる所長や理不尽な展開などで被害を受ける。また、そのツッコミ役となっている（ツッコミ役と言っても結局、場の流れに流されたり逃げ惑うのが基本である）。ただし、天然なところがあり自覚無しに自分がツッコミどころのある行動を取ってしまう事もある。そのため嫌がるものの結局虫スーツを着ることになる。時がたつにつれ、パクマンの悪ノリに少し意図的に乗ってしまう一面もある。
バッタ16世など異性から好かれることもあるが、同性に好かれる性質もあり、なっちゃんやダクエル、時には所長にまでセクハラ紛いのことをされる。
ウサギが大好きで、布団の柄やベッドのウサギのぬいぐるみなど、身の回りにウサギ関連の物がしばしば見られる。また、後述するヒーロー番組の主人公・ウサギンジャーの大ファンでフィギュアなど各種関連グッズも持っている。
ドラマCDでの声優つながりで本編では「スマイルプリキュア!」の「キュアハッピー」のセリフを言うようパクマンから振られてしまい、セリフのみだが「ウルトラハッピー」を披露したことがある。
パクマン
声:シノブ・中田譲治　ゲノム・岩田光央
生物研究所の助手を務めるカエル型ロボット（モデルは1974年にトミーから発売された「パックマン貯金箱」）。だが、ろくに生物研究はされていないためエルエルと同様に肩書きは形骸化しており、普段は女性にセクハラするかエロい妄想をして時間を潰している。連載初期は所長のコバヤシに対して敬語を使っていたが、連載が進み助手という設定が薄れるにつれてそれもなくなり、どんどん自由なキャラになっていった。
意味不明な言動及びセクハラな言動を行うロボットで、基本的にパクマンの唐突で意味不明なコマから話が始まる。虫の生態や種類に特に詳しいわけではないが、虫スーツを大量に揃えており、散々エルエルを困らせた挙句に、その回にちなんだスーツを彼女に無理やり着せるのが決まったパターンである。自分がふざけるのは良いが、他人がふざけたり（あるいはふざけた存在だったり）、ダジャレや下ネタ、セクハラ行為を働くのは許せず、男性器など男性的な象徴も自分以外の物だと露骨に嫌悪する。そのためバッタ16世の登場回などは基本的にツッコミ役になる。また稀にだが義侠心を見せたり、常識を持った行動を取ったりすることがある。
ロボットだが人間と同様の食事を採ってエネルギーを得られる（それとは別に年に一度燃料を補給する必要がある）。また、消化できるかどうかは別にして石鹸や粘土など人間が食べられない物も食べることができ、酒やエタノールの一気飲みなどで、人間と同様に酔っ払うこともできる。基本的に体の各パーツは取替え可能で、様々なオプションパーツを付けたりとかなり高い拡張性や対応度を誇る。もっとも、その多くは実用性の低いしょうもない機能であることが多い。また、頭部と本体を分離することができ、その場合それぞれ単独で動作する。水や衝撃にも強く耐久性もかなり高いが、海水だと錆付くらしい。更になぜかロボットなのに酸欠を起こしたことがある。
基本的にエルエルに関係なく女性キャラにはセクハラ行為を働くため、警戒されている。その反面、子供には非常に人気があり、小学校など子供の多い場所では子供たちの方から集まってきて「パクマンさん」と呼ばれている。同じく子供であるエルエルの叔父ララエルにも慕われている。
コバヤシ（小林）所長
声:シノブ・ゲノム共に三石琴乃
上記の2人がいる生物研究所の所長。女性で同性愛者。11月11日生まれ。
研究所がどのように運営され、昆虫やそれ以外の虫、時折海洋生物の具体的に何を研究しているのかは不明であるが、徹夜で研究しているという描写はよくある。生物研究所の所長だけあり、虫の生態や種類には詳しく、その回の虫の生態について解説することが多い。基本的にエルエルと共にパクマンにツッコミを入れる役回りだが、自身もボケた言動を行うことが多く、パクマンへのお仕置きにもそれが表れている。また、初期にはパクマンと共にエルエルを困らせる役回りであった。
普段は白衣をまとい分厚い丸眼鏡をかけた研究員らしい野暮ったい外見だが、それとは裏腹にスタイルは大したもので、パクマンは演算の結果バスト94のGカップと判定している。それだけの巨乳のため、電車で痴漢に遭い背後から胸をわしづかみにされたこともある。パクマンに不意打ちで胸を揉まれた際には、思わずかわいい声を出してしまっている。また、丸眼鏡を外した素の顔は普段の態度に不釣合いな可愛らしい大きな目をしている。ただ、女性陣の中では年齢が少々高めのため年増扱いされることがよくある。
連載初期は彼女がその回のネタ振りをし、虫の生態等の解説をするという展開が多かったが、連載が進むにつれ登場頻度が落ち、登場しても1ページ（下手をすれば1コマ）ということが多くなる。そのため、登場機会が減っていることをネタにすることが多く、他のキャラがコマの無駄遣いをすると暴れることもある。

### 準レギュラー
なっちゃん　（『ゲノム』1巻「ナメクジ」）
声:松来未祐
人型のナメクジ（ナメクジ人間族）で、「ナメクジだから『なっちゃん』」で定着している。外見は普通の少女だが、ナメクジは雌雄同体であるため男性器を持つ。普段は下着の上からでは全くわからないほど萎縮しているが、勃起時は非常に大きくなる（恐らく作中随一）。
初登場時に嫌われ者のナメクジなのに優しくされたことでエルエルに好意を寄せており、時に積極的な行動に出ることもある。パクマンによるエルエルへのセクハラ行為にも便乗することが多々ある。パクマンにはナメクジが嫌う行動や言動を受けたことがあるが、麻雀の誘いを受けたり、二人でプールではしゃぐなどエルエルに次いで悪い扱いをすることは少ない。パクマンの方は少々警戒されており、雌雄同体であるためセクハラの対象からは外されている。うっかりその設定を忘れられて近づかれるも、性器を見てしまいすぐに避けた。
ナメクジの性質を強く持ち、暑さ・寒さ・乾燥・塩分（海水などの高浸透圧の液体を含む）に非常に弱い。逆に梅雨時など湿度が高いとハイテンションになる。ナメクジの目にあたる角のような部分もあるが、普段はお団子に結った髪の中に隠している。
雌雄同体人間は時折顔つきや言動が「男」になってしまう日が存在する。
ダクエル　（『ゲノム』3巻「タマムシ」）
声:渡辺明乃
ダークエルフの少女。エルエルの幼馴染。肌はやや褐色。
ボーイッシュな性格でエルエルに好意を持っている。いわゆるツンデレ。幼い頃からエルエルをいじめていたが、実際はそう称してエルエルをいじめていた奴をいじめていた。そのため、エルエルにセクハラ行為を行うパクマンを敵と認識している。しかし、パクマンがエルエルに稀に見せる義侠心を出した時などはその実力を認めることがあり、セクハラの内容によってはエルエルが好きなことから同調してしまうことがある。強気な性格であるが、パクマンのセクハラ攻撃や後述の水への恐怖から泣きそうになることもよくある。
エルエルに会いたくて生物研究所にちょくちょく来る。その後、人間界に来る口実を作るために、シャコ先生の空手道場に通うようになる。とは言え、その空手の実力は師範代を任せられるだけのものを持ち、時に師であるシャコ先生を成り行きだったが倒すほどである。その一方で、水が苦手で泳げない一面もある（後に克服）。
バッタ16世　（『ゲノム』1巻「バッタ」）
声:伊藤健太郎
バッタ型人間のバッタ王国の王子で、一番古い準レギュラーでもある。王族だけあって金持ちで、資産を自慢したり利用することが度々あり、自国で造らせた発明品を使用する事もある。別荘なども所有している。
エルエルに一目惚れし、以後登場すると決まって彼女に求愛するが、パクマンたちに邪魔されて毎回失敗に終わる。結局、許婚のイナゴ姫と結婚させられた。結婚後もことあるごとにエルエルに迫るが妻のお仕置きにあうことが多い。
エルエルへの求愛は変態染みており、ストーカーまがいの行動もしばしばある。他人のセクハラが許せないパクマンは、彼が登場すると比較的まともなツッコミ役に代わる。結果、登場するとパクマンと喧嘩して痛い目に合わされるのが決まったパターンだが、気の合う一面を見せることもある。基本的には最後に悲惨な目にあってその回のオチ担当になることが多い。
恐妻家であるが子沢山であり、バッタ17世オンブバッタを筆頭に5人の子供がいる。そのバッタ17世をエルエルと結婚させて「義理の父と娘」という設定でセクハラをしようと目論むが、彼は所長に惚れてしまい失敗した（『新ゲノム』1巻「オンブバッタ」）。

### 虫系人間
カッコ内は初登場の巻数と作品
シロアリ女王　（『ゲノム』2巻「シロアリ」）
研究所の軒下にいたシロアリ型人間。夫のシロアリ王と喧嘩して家出し、パクマンの頭上に突然現れた。アリゆえに小さい。性格は高飛車でエロい。
『新ゲノム』2巻の「シロアリモドキ」の回では女王の娘の働きアリが同じ登場の仕方をした。その時は人間界にあるバッタ16世の別荘に不法侵入していた。
イナゴ姫　（『ゲノム』4巻「イナゴ」）
バッタ16世の妻でイナゴ型人間。亭主を尻に敷くタイプで、料理下手。この漫画の女性キャラには珍しく、擬人化されておらず、そのままその元となった生物の姿をしている（ゆえにブサイク）。
筋肉質で、結婚後も何かとエルエルに詰め寄る夫を虐げることが多い。バッタも普段は威張っているが彼女の前では借りてきた猫状態になる。
ウミウシ姉さん　（『新ゲノム』2巻「ウミウシ」）
なっちゃんがアルバイトしている喫茶店「うみうし」の店長かつ親戚のお姉さん。ウミウシ型人間。なっちゃんからは「ウミさん」と呼ばれている。なぜかパクマンの名前を毎回間違える。
妙になまめかしくてエロい巨乳のお姉さん（胸のサイズは所長を凌ぐ）。ウミウシの特徴である角（触角）があるが隠していない。その上、ナメクジのなっちゃん同様ウミウシは雌雄同体のため、登場するたびにエルエルに迫る。2人でかかるとパクマンより怖い存在になり、パクマンは「地獄の雌雄同体コンビ」などと称している。
同性愛者（？）な一面もあり、ダクエルを気に入った以降は彼女に迫ったことがある。
コオロギ　（『新ゲノム』1巻「コオロギ」）
自称ミュージシャンのコオロギ型人間。実際は会社員で、メジャーデビューを目指している。パクマンの歌に感化され、「パクマン氏」と呼んで彼を一方的に慕っている。度々会社を無断欠勤している上に、競馬などのギャンブルにも没頭している典型的なダメ人間。
さとみという美人で性格の良い妹がいる（名前の由来はこおろぎさとみ）。
シャコ先生　（『新ゲノム』1巻「シャコ」）
ダクエルが通う空手道場の師匠。シャコ型人間。武術の腕前は確かだが、バカでスケベなところもあるため、門下生のダクエルからの評価はイマイチになった。
名前の元ネタは『いなかっぺ大将』に登場するニャンコ先生らしく、パクマンは「ぶっちゃけありえなーい」と言った。
シバンムシ　（『新ゲノム』1巻「シバンムシ」）
死神でシバンムシ型人間。仮面にブリーフ、マントという非常に怪しい格好をしている（仮面に「死」、みぞおち付近に「番」、ブリーフに「虫」と書いてある）が、死が間近な人間やシバンムシスーツを着た人間しか姿は見えない（死神の力を失うと見えるようになる）。語尾に麻呂言葉（おじゃる等）をつける癖がある。
死神としてパクマンの命を貰うために研究所にやってくるが、そこでの経験によって、姿が見えないことをいいことに女湯などを覗くようになる。やがて、上司のエンマムシ（仮面に「閻」、みぞおち付近に「魔」以外はシバンムシと格好は同じ）に不祥事がバレて仕事をクビにされる。以降はパクマン以外にも姿が見えるようになっている。
エンマムシが出したノルマを達成してなんとか復職するが、間もなくエンマムシと共に女湯を覗いていたことが発覚し、結局2人ともクビになる。
更に同じ理由で死神をクビになったシデムシも加わり、ウサギンジャーの計らいにより、スーパーマーケット「地獄この世支店」の店員に3人とも復職した。
ハゴロモ　（『新ゲノム』3巻「ハゴロモ」）
虫スーツ販売店「バグ屋」の店主のハゴロモ型人間。顔はハゴロモそのもので、作務衣のようなものを着ている。パクマンはエルエルに着せるための虫スーツをここで仕入れており、ハゴロモとも顔馴染。

### レギュラーの家族
マリエル　（『ゲノム』1巻「ザリガニ」と同2巻「カブトガニ」は回想シーンのみ・同2巻「ハサミムシ」で登場）
エルエルの母親で、エルフ界での職業は教師。老いることがないエルフの性質上、年恰好はエルエルとほとんど変わらず若々しい。エルエルも母の前では甘えん坊になる。
飄々とした性格にやや天然が入っており、虫スーツを何の疑いもなく着たり、パクマンの目茶苦茶な言動にも物怖じしないどころか、むしろ感嘆することさえある。初期はエルエルの行動を枠組みのセリフのみだが心配したことがあった。弟のララエルが生まれてからは人間界に来ることが多く、彼が懐いているパクマンに感謝することが多い。
普段は「エルエルのママさん」と呼ばれ、登場以来長らく名前が不明だったが、『新ゲノム』4巻「ガッコウチュウ」にて「マリエル」という名前が明らかになった。
ララエル　（『新ゲノム』2巻「カンノムシ」）
マリエルの両親（つまりエルエルの祖父母）の息子で、マリエルの弟。すなわちエルエルにとっては叔父にあたる人物。叔父と言っても最近生まれたばかりなのでエルエルの実弟と言っても疑われないほど幼い。エルエル同様しっぽがある。
まつげがあり容姿もエルエルにそっくりなため、女の子と思い込んだパクマンが光源氏計画を練ろうとしたが、男の子と知り失敗に終わった。パクマンに懐いており初めて話した言葉が「パクマン」であった。パクマンがプレゼントしたスーツや写真集も気に入っている。
パクマンの親父　（『ゲノム』4巻「コオイムシ」）
容姿は黒いパクマンそのものであり、本来はパクマンの夢の中の住人で実在はしない。しかしながら、パクマンがテレビに繋がれて、その存在を映し出されて以後は、テレビの中に存在するかのようなキャラクターとなっている。
パクマン以上にセクハラな言動を行うキャラクターで、そのメチャクチャな展開に、パクマンが「さすが俺の親父」と感心するシーンが多い。先述のようにテレビの中へ分離した後は、パクマンに関係なく独立して動いているようで、架空のテレビ番組を放送したり、実際のテレビ番組に登場したりしている。更に所長名義で、薄型テレビに買い替えたり、実体化などの改造費、電気代まで請求したため怒らせている。

### その他
いやらし屋の老夫婦　（夫は『新ゲノム』2巻「コメツキムシ」、妻は『新ゲノム』2巻「クリオネ」）
夫は「和菓子のいやらし屋」を経営しており、パクマンは店の常連であるらしい。妻の老婆はコンビニ「いやらし」を経営している。
瓜二つの顔をした老夫婦であり、基本的に店の設定は関係なく神出鬼没である（『新ゲノム』5巻「ウミホタル」では夫婦揃ってキャバレー「IYARASHI」を経営していた）。妻の方はモブキャラクターとして『ニニンがシノブ伝』『電撃テンジカーズ』にもごくわずかに登場する。
他にも息子や孫がいるが、彼そっくりな顔立ちとなっている。
ダイナマイトゴリラ3兄弟　（『新ゲノム』2巻「ゾウリムシ」）
唐突に登場する3匹のゴリラ。それぞれの名前は「キング」、「ジャック」、「ジョーカー」。その多くの登場シーンは、パクマンとライバル関係にあって、「てめー！パクマン！」と因縁をつけ所構わず勝負を挑み、戦いの後に退散するというものだが、時にパクマンの召喚に応じて共闘したり、タケノコをおすそ分けしたりするなど友情に厚い場面もある。
「クィーン」という名の姉がいるが、3匹とも彼女には頭が上がらない。容姿はゴリラのままのため非常にブサイク（『新ゲノム』5巻「サルモネラ菌」）。
なお、このキャラクターに限らず何かと猿やゴリラが登場するのは作者本人も認めている。
ウサギンジャー　（『新ゲノム』3巻「ラッパムシ」、ただし『ゲノム』3巻「タコ」にてエルエルの描いたイラストとして初出）
エルエルが気に入っているテレビ番組のヒーロー。パンツ一丁でトランペットを持ち、筋肉質な体に頭はウサ耳という格好で、終始無表情・無言であるため、作者をして「キモい」と言わしめるキャラクターだが、エルエルはマニアと呼べるほど好いている。
フィギュアやポスターなどのキャラクターグッズが存在し、一見すると特撮ヒーローのように見える。しかし、実在の人物で、番組は毎週ウサギンジャーを追いかけてその生態を撮影し、勝手なナレーションを入れているだけである。
3匹の子豚兄弟（『新ゲノム』3巻「シミ」）
元々はララエルに絵本を買うためパクマン達が訪れた本屋に現れた3匹の子豚兄弟。服に自分が建てた家の材質の漢字が書かれている。強面な長男次男だが、三男は知性派な眼鏡をしている。
パクマンに勝負を挑むも次のコマでもう敗北した。他にも家の材質が異なった弟達もいたが、パクマンもろとも本屋の店員陣に成敗された。
その後もゴリラ3兄弟とともに登場するが、もっぱら出番が多いのは三男、眼鏡の煉瓦ブタのみである。

## 舞台設定
作品世界自体は昆虫から進化した人間が棲む世界（それとは別に普通の昆虫も存在する。作者曰く『人間と猿のようなもの』）ではあるが、東京都推奨ゴミ袋が出てきたことから舞台は東京都と考えられる（いわゆるパラレルワールド設定）。また、所長の住居が片田舎の一軒家という設定なので都心ではない。
他に『ニニンがシノブ伝』のアニメ第7話後半において、「地球から14万8000光年、大マゼラン星雲・バーナード星系・第2太陽系第4惑星」にパクマンが登場している。ただし、ドラマCDの主題歌の名称は『ゆけゆけ!チキューたんきゅーたい!』であり、当作において舞台設定を具体的に規定することはあまり意味が無いと言える。

## 他作品との関係
作者の他作品としばしば関わりがある。『ニニンがシノブ伝』のドラマCD第1巻には主なメンバーがゲスト出演するほか、アニメやコミックにもパクマンがカメオ出演している回がある。また『新ゲノム』では、1巻に掲載されている『忠犬ディディー』のディディー他がゲスト出演しているオマケ漫画「忠犬ゲノム」を始め、2巻「オニヒトデ」の回でパクマンのロボ仲間としてオニオンが出演したり、1巻「冬虫夏草」の回でエイムがオチのコマに出演したりしている。他にもエルエルのエルフ友達として他作品のエルフキャラにも触れている。
パクマンが（特に初期の）ケロロ軍曹に似ているが、ゲノム連載開始は『ケロロ軍曹』よりも先である。そもそも、古賀亮一は当時吉崎観音のアシスタントであり、『ケロロ軍曹』単行本1巻には執筆スタッフとして名を連ねている（逆に『ゲノム』単行本1巻には吉崎の寄稿イラストが掲載されている）。

## 単行本
全単行本とも作品は雑誌の掲載順になっているが、目次は「五十音順」になっている。また、カバー裏はその本に収録された虫スーツを着たエルエルの顔写真を並べたものになっている。（一部の本に読み切り作品のキャラクターもある。）

### ゲノム
カラフルコミックスキッズ　ビブロス(絶版)
1. 1998年10月25日　ISBN 4-88271-857-X
2. 2000年04月25日　ISBN 4-8352-1040-9
3. 2001年04月25日　ISBN 4-8352-1207-X
4. 2003年07月05日　ISBN 4-8352-1460-9

#### ゲノム金・銀
メガストアコミックス　コアマガジン社
- 金 2012年05月25日発売　ISBN 978-4-86436-275-7
ビブロス版ゲノムの1-2巻を収録。『そんなネコな！』を同時収録。
- 銀 2012年05月25日発売　ISBN 978-4-86436-276-4
ビブロス版ゲノムの3-4巻を収録。『チョコんとチロルちゃん！』を同時収録。

### 新ゲノム
メガストアコミックス　コアマガジン社
1. 2005年08月02日　ISBN 978-4-87734-870-0
2. 2007年05月03日　ISBN 978-4-86252-160-6
3. 2009年01月24日　ISBN 978-4-86252-545-1
4. 2012年12月25日　ISBN 978-4-86436-404-1
5. 2014年01月31日　ISBN 978-4-86436-586-4
6. 2015年04月30日　ISBN 978-4-86436-763-9
7. 2016年10月27日　ISBN 978-4-86436-980-0
8. 2018年12月08日　ISBN 978-4-86653-249-3
9. 2020年09月30日　ISBN 978-4-86653-446-6
10. 2023年02月28日　ISBN 978-4866536842

### その他刊行物
ドラマCD　ゲノム
チェンバースレコーズ SDCR-0004 2006年6月23日　JAN 4560263570116

## リンク
- コアマガジン　-　古賀亮一書籍一覧